# James Holshouser
James Holshouser (né le 8 octobre 1934, mort le 17 juin 2013) est un homme politique américain, gouverneur de la Caroline du Nord entre 1973 et 1977. Il a été le premier républicain élu à ce poste depuis 1886. Son élection reflète un réalignement politique qui s'est produit à l'époque.